# GR-48. Sendero de Sierra Morena

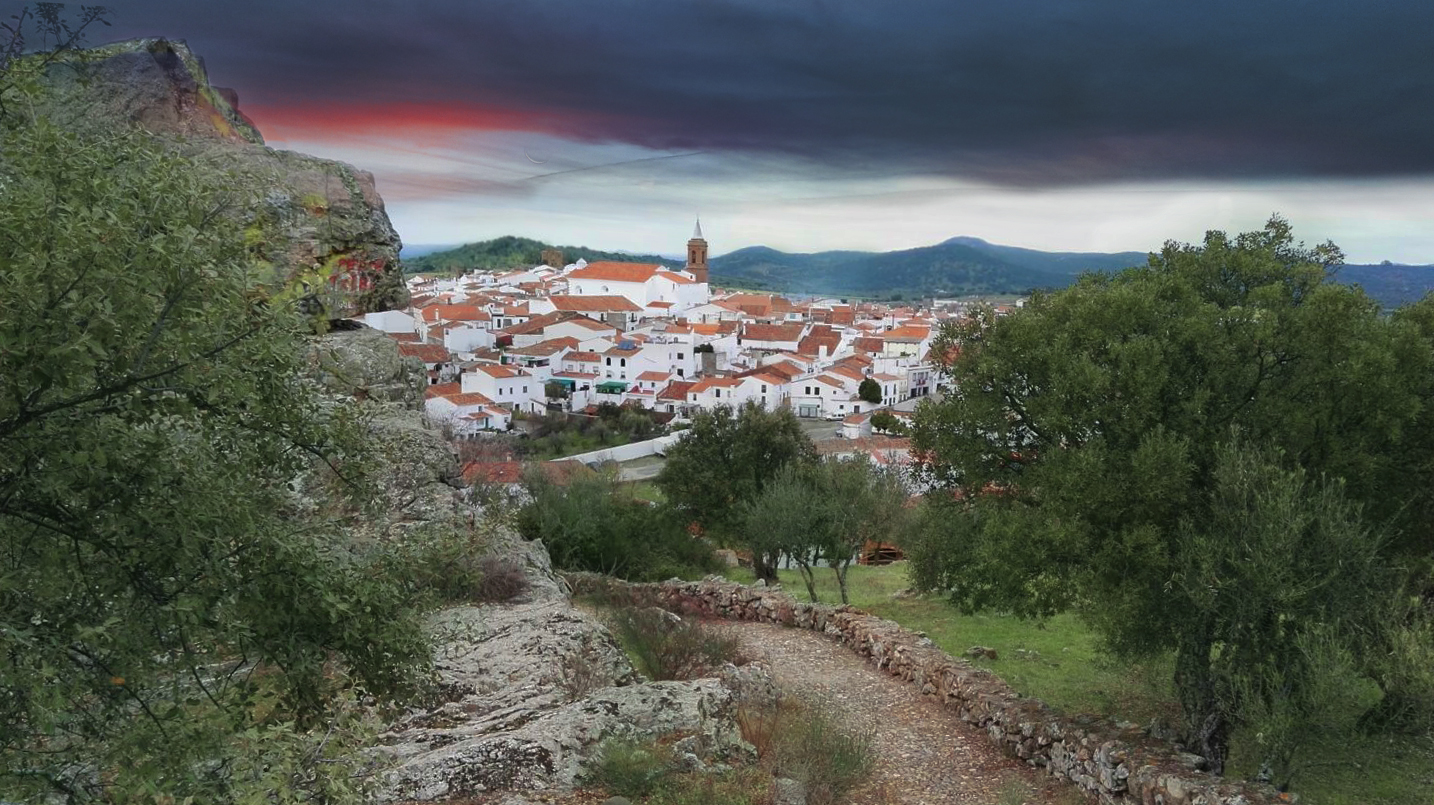
Encinasola, final de la primera etapa, en Huelva

El GR-48 es un sendero de gran recorrido también conocido como sendero de Sierra Morena, que recorre unos 570-580 km de oeste a este por el norte de Andalucía, entre las provincias de Huelva, Sevilla, Córdoba y Jaén. Sale de la localidad de Barrancos, en Portugal, fronterizo con Huelva y Badajoz, y termina en Santa Elena, en Jaén.
Consta de 28 etapas lineales y una variante circular. Atraviesa los parques naturales de Sierra de Aracena y Picos de Aroche, en Huelva; Sierra Norte de Sevilla, en Sevilla; Sierra de Hornachuelos, en Córdoba; Sierra de Cardeña y Montoro, en Córdoba; Sierra de Andújar en Jaén, y Despeñaperros, en Jaén.
Ocho de las etapas transcurren por la provincia de Huelva; seis etapas discurren por la provincia de Sevilla; diez etapas recorren la provincia de Córdoba, y cinco etapas pasan por la provincia de Jaén.

## Recorrido

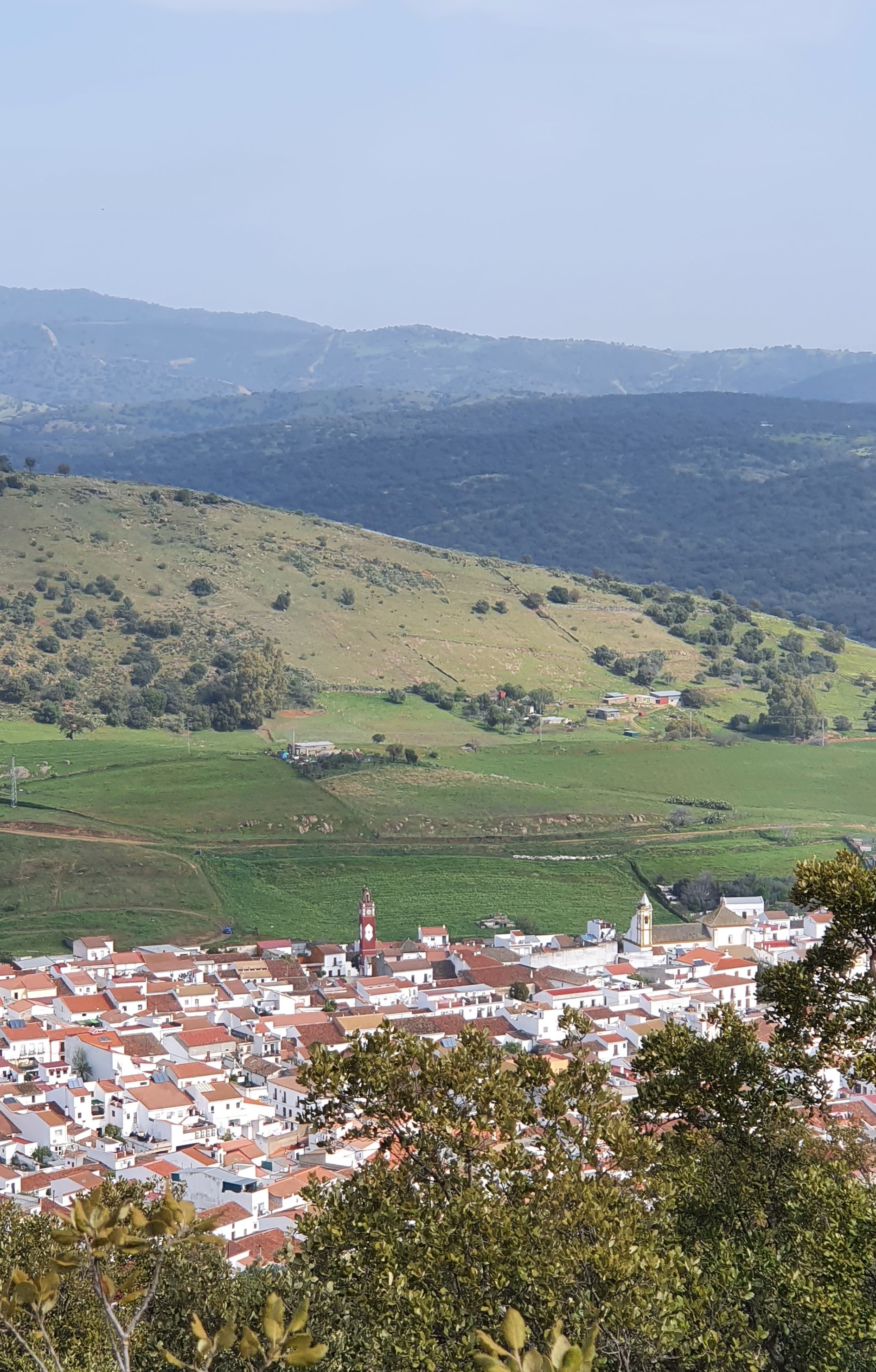
Vista de Almadén de la Plata desde el Cerro El Calvario

- Etapa 1. Barrancos (Portugal)-Encinasola (Huelva), 12,8 km
- Etapa 2. Encinasola-Cumbres de San Bartolomé (Huelva), 17 km
- Etapa 3. Cumbres de San Bartolomé-Cumbres Mayores (Huelva), 10,8 km
- Etapa 4. Cumbres Mayores-Hinojales (Huelva), 12,5 km
- Etapa 5. Hinojales-Arroyomolinos de León (Huelva), 20,1 km
- Etapa 6. Arroyomolinos de León-Cala (Huelva), 13,9 km
- Etapa 7. Cala-Santa Olalla del Cala (Huelva), 14,2 km
- Etapa 8. Santa Olalla del Cala-El Real de la Jara (Huelva), 10,5 km
- Etapa 9. El Real de la Jara (Huelva)-Almadén de la Plata (Sevilla), 14 km

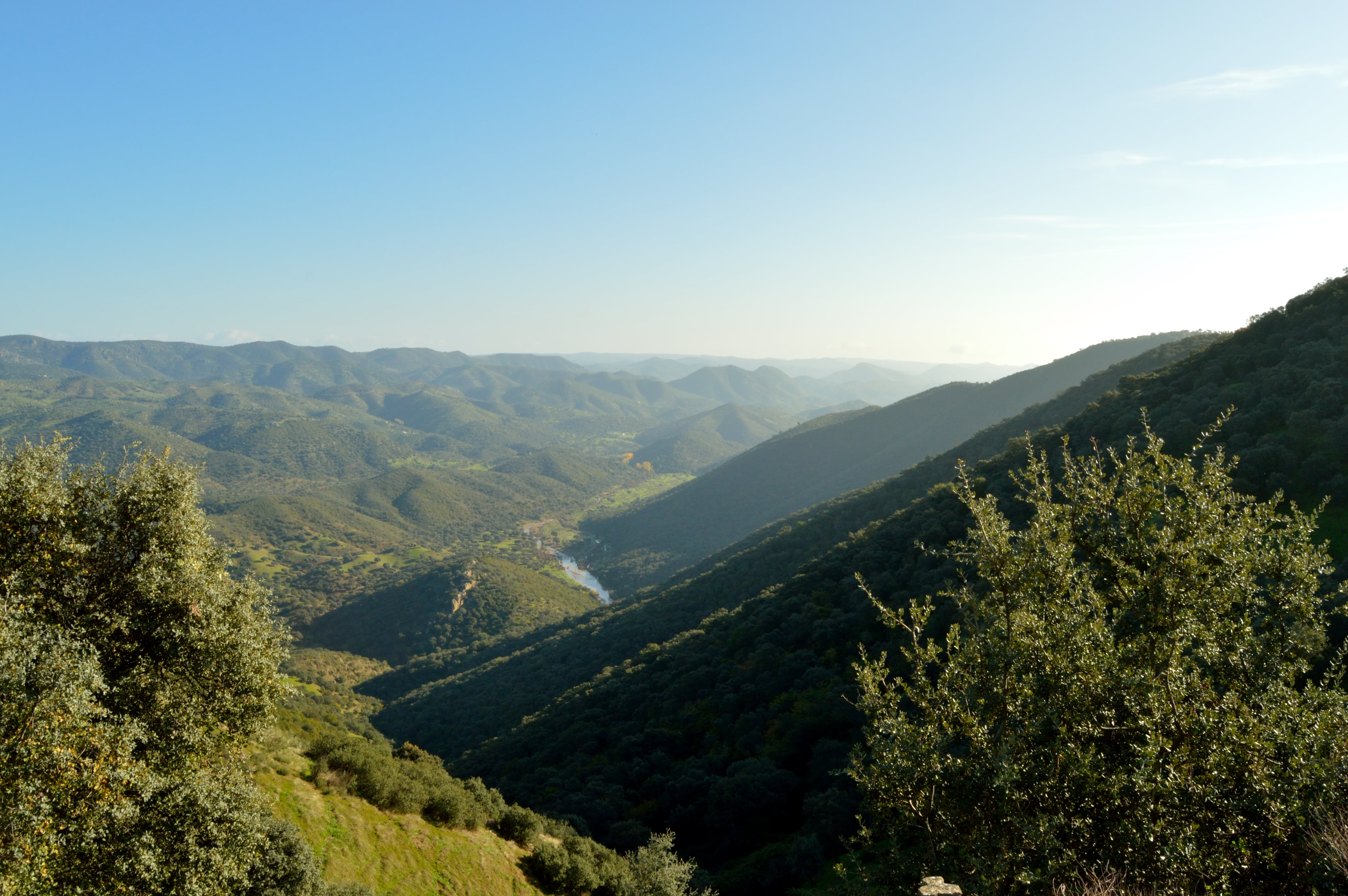
Valles de Obejo, con el paisaje despoblado típico de Sierra Morena

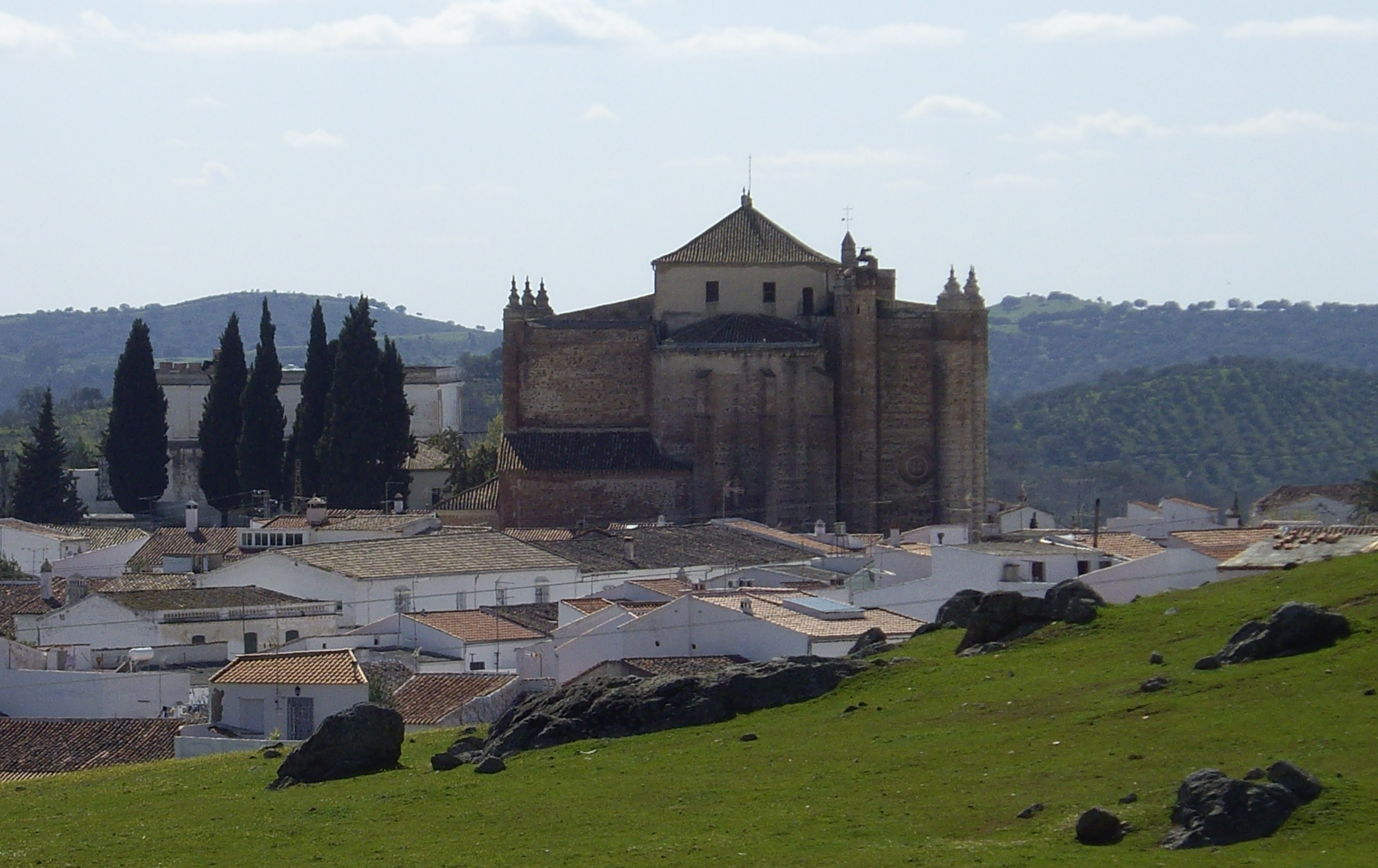
Cazalla de la Sierra, con la iglesia de Nuestra Señora de la Consolación.

- Etapa 10. Almadén de la Plata-Cazalla de la Sierra (Sevilla), 44 km. Es la etapa más larga. Coincide con el recorrido de la Vía de la Plata, que va de Sevilla a Santiago de Compostela, por lo que se considera una variante del Camino de Santiago. En algunos tramos, se conservan los empedrados de época romana, cuando se usaba como vía de comercio y comunicación. La primera mitad del recorrido es descendente, desde Almadén de la Plata, a 451 m de altitud, por el Cordel de El Pedroso, que es vía pecuaria, hasta el Cortijo Berrocal (km 4,5) y el arroyo Gargantafría (9,2 km), que sigue bajando hasta el río Viar, donde se halla el Cortijo Viar (km 14,1) y el embalse Los Melonares, por cuya cola se cruza por el puente sobre el río Viar, el punto más bajo, a 86 m (km 17,5). Al otro lado, el camino gira hacia el norte por el parque natural Sierra Norte, cruza el arroyo del Tamujar y sube hasta el cortijo de Upa (22,6 km), a 300 m de altitud. Por un paisaje de encinas y pinos pasa junto al cortijo del Cincho y entra en la dehesa de Cortada de Almadén (30 km), donde gira hacia el este, pasa junto al cortijo Llano Moreno y sigue por el carril hasta el cordel de Cazalla a Santillana, que cruza de nuevo el arroyo Tamujar (km 35) y vuelve a la dehesa de la Cortada de Almaden (38 km). El resto del camino pasa por una zona en la que se siguen varias carreteras hasta Cazalla de la Sierra, a 580 m de altitud.

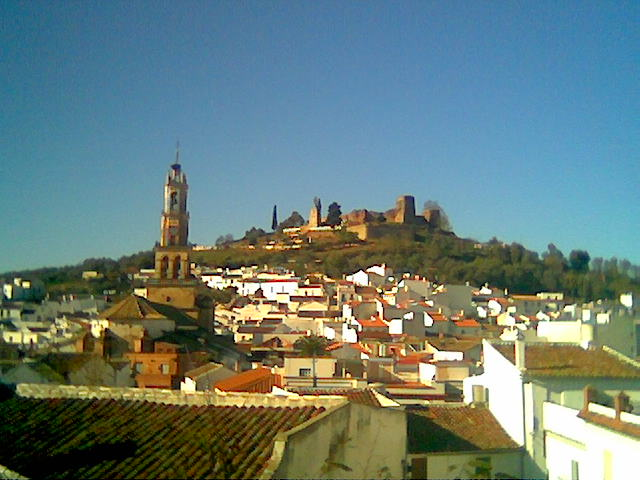
Constantina

- Etapa 11. Cazalla de la Sierra-Constantina (Sevilla), 18,3 km
- Etapa 12. Constantina-La Puebla de los Infantes (Sevilla), 27,5 km
- Etapa 13. La Puebla de los Infantes (Sevilla)-Hornachuelos (Córdoba), 30,8 km
- Etapa 14. Hornachuelos-Posadas (Córdoba), 14,1 km
- Etapa 15. Posadas-Almodóvar del Río (Córdoba), 7,9 km
- Etapa 16. Almodóvar del Río-Santa María de Trassierra (Córdoba), 22 km
- Etapa 17. Santa María de Trassierra-Cerro Muriano (Córdoba), 22,5 km
- Etapa 18. Cerro Muriano-Villaharta (Córdoba), 21,2 km
- Etapa 19. Villaharta-Obejo (Córdoba), 18,1 km

- Etapa 20. Obejo-Presa del Guadalmellato[7] (Córdoba), 22,7 km. El camino sale de Obejo, a 700 m de altitud hacia el sudeste, bordea por el norte el cerro de San Cristóbal y más tarde, los cerros del Conjuro y de los Toriles. No pasa por ninguna población hasta llegar a la presa del Guadalmellato, construida entre 1909 y 1920. Es el origen del río del mismo nombre, que a pocos kilómetros desemboca en el embalse de San Rafael de Navallana, y enseguida en el río Guadalquivir.[8]

- Etapa 21. Presa del Guadalmellato-Adamuz (Córdoba), 14,8 km.
- Etapa 22. Adamuz-Montoro (Córdoba), 15,8 km
- Etapa 23. Montoro (Córdoba)-Marmolejo (Jaén), 22,9 km
- Etapa 24. Marmolejo-Santuario de la Virgen de la Cabeza (Jaén), 32 km
- Etapa 25. Santuario de la Virgen de la Cabeza-Viñas de Peñallana (Jaén), 16,8 km. Viñas de Peñallana es el centro de visitantes del Parque natural de la Sierra de Andújar.
- Etapa 26. Viñas de Peñallana-Baños de la Encina (Jaén), 31,9 km
- Etapa 27. Baños de la Encina-La Carolina (Jaén), 22,3 km
- Etapa 28. La Carolina-Santa Elena (Jaén), 14,8 km

- Variante 1. Rivera del Huéznar–Cerro del Hierro (Sevilla), 27,6 km